# Dragan Thijssens
Dragan Thijssens (Eindhoven, 24 november 1973) is een Nederlands voormalig voetballer. Hij speelde zijn hele profloopbaan voor Eindhoven. In het seizoen 2012/13 was hij hoofdtrainer van VV Gestel. 
Later werkte hij bij de reclassering.
In november 2021 werd er een benefietwedstrijd gespeeld tussen FC Eindhoven met Thijssens tegen Legendary PSV, de opbrengst ging naar zijn Stichting ALS. Thijssens lijdt namelijk aan de ziekte ALS.

## Statistieken
| Seizoen | Club         | Land      | Competitie     | Wed. | Goals |
| ------- | ------------ | --------- | -------------- | ---- | ----- |
| 1992/93 | Eindhoven    | Nederland | Eerste divisie | 4    | 0     |
| 1993/94 | Eindhoven    | Nederland | Eerste divisie | 11   | 0     |
| 1994/95 | Eindhoven    | Nederland | Eerste divisie | 32   | 0     |
| 1995/96 | Eindhoven    | Nederland | Eerste divisie | 29   | 0     |
| 1996/97 | Eindhoven    | Nederland | Eerste divisie | 8    | 0     |
| 1997/98 | Eindhoven    | Nederland | Eerste divisie | 22   | 0     |
| 1998/99 | Eindhoven    | Nederland | Eerste divisie | 27   | 1     |
| 1999/00 | Eindhoven    | Nederland | Eerste divisie | 29   | 0     |
| 2000/01 | Eindhoven    | Nederland | Eerste divisie | 25   | 1     |
| 2001/02 | Eindhoven    | Nederland | Eerste divisie | 25   | 1     |
| 2002/03 | FC Eindhoven | Nederland | Eerste divisie | 22   | 1     |
| 2003/04 | FC Eindhoven | Nederland | Eerste divisie | 31   | 1     |
| 2004/05 | FC Eindhoven | Nederland | Eerste divisie | 24   | 1     |
| Totaal  | Totaal       | Totaal    | Totaal         | 289  | 6     |